# Limnophora nigropolita
Limnophora nigropolita är en tvåvingeart som beskrevs av Malloch 1932. Limnophora nigropolita ingår i släktet Limnophora och familjen husflugor. Inga underarter finns listade i Catalogue of Life.